# Arco (voornaam)
Arco is een voornaam. Het is een samenvoeging van bijvoorbeeld:
- Arie Cornelis
- Adriaan Cornelis
- Arno Cornelis

## Betekenis
Arie is een afgeleide van Adriaan, dat weer is afgeleid van het Latijn. De naam betekent 'afkomstig uit Adria' (een plaats bij Venetië). Arno is een afgeleide van Arnoud, dat is afgeleid van het Germaanse 'aran', met de betekenis 'arend' en 'wald', met de betekenis 'heersen'. De naam betekent in zijn totaal dus 'heersend als een adelaar'. 
Cornelis is waarschijnlijk afgeleid van het Latijn met de betekenis 'de geharde', 'zo hard als een hoorn'.

## Bekende naamdragers
- Arco Jochemsen, Nederlandse voetballer